# بوطوراوات
البوطوراوات (الاسم العلمي:Potoroinae) هي الأسرة الوحيدة الباقية من فصيلة البوطورات. تشمل البطونق والبوطور وجنسين من الكنغر الجرذي.

## التصنيف
يمكن تلخيص الترتيب المحافظ للأنواع الحديثة والأحفورية على النحو التالي:
- فصيلة البوطورات

- أسرة البوطوراوات

- جنس كنغر جرذي أحمر
- جنس البطونق
- جنس †Borungaboodie
- جنس †Milliyowi
- جنس †كنغر الصحراء الجرذي أو الأولاكونتا
- جنس البوطور
- جنس †Purtia
- جنس †Wakiewakie
- جنس †Gumardee